# Hafenstraße 8 (Stralsund)
Hafenstraße 8 ist die Postanschrift eines auch Speicher I oder Türmchenspeicher genannten, unter Denkmalschutz stehenden ehemaligen Speichers in der Hafenstraße auf der Stralsunder Hafeninsel.

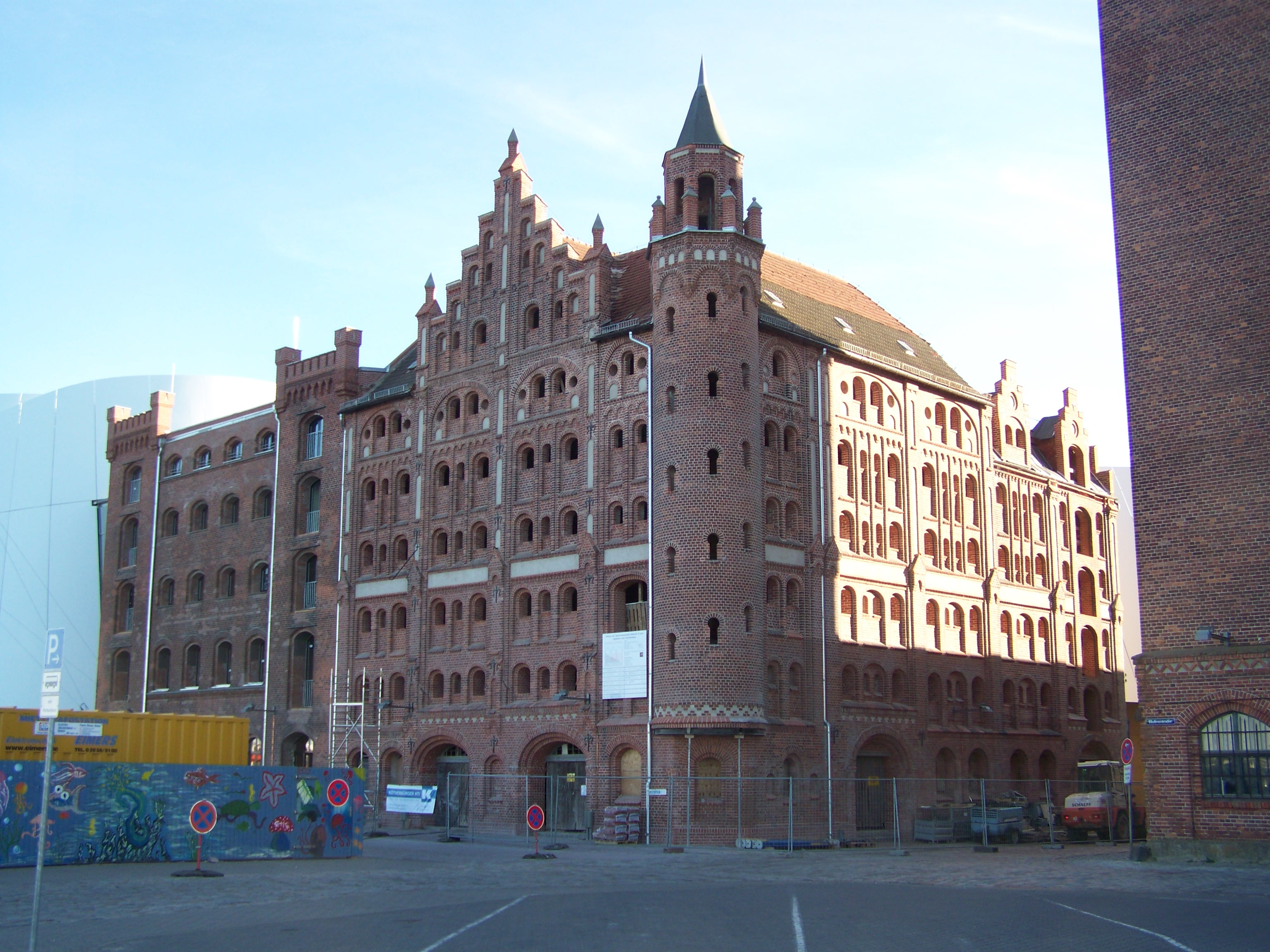
„Türmchenspeicher“ in Stralsund (2008)

Das sechsgeschossige Backsteingebäude wurde im Jahr 1905 an der südlichen Ecke der Hafenstraße zur Neuen Semlower Straße auf einem Pfahlwerk errichtet.
Das Baugesuch wurde am 20. Februar 1905 von der Firma Kleesattel & Lewerenz eingereicht. Die Konzeption und Bauausführung übernahm die Firma Teichen aus Stralsund. Sie meldete den Bau am 9. Dezember 1905 bereit zur Bauabnahme. Im Jahr 1908 wurde eine Verladebrücke angebaut. Der Speicher wurde zur Lagerung von Getreide und anderen landwirtschaftlichen Produkten verwendet. Ab Mitte der 1920er Jahre war er im Besitz der Firma Koch & Poggendorf. Nach einer Sperrung des Hauses aufgrund des schlechten Zustandes der Dielen Ende der 1980er Jahre lagerte der VEB Industrievertrieb hier im Erdgeschoss Bildröhren.
Für einen Zweckbau ist es außergewöhnlich aufwändig mit vielen historisierenden Friesen, Lisenen und Blenden verziert. An der Gebäudeecke ist ein Treppenturm zu sehen. Den repräsentativen Charakter unterstreicht ein breites Zwerchhaus mit Stufengiebel zur Hafenstraße hin.
Das Haus liegt im Randgebiet des von der UNESCO als Weltkulturerbe anerkannten Stadtgebietes des Kulturgutes „Historische Altstädte Stralsund und Wismar“. In die Liste der Baudenkmale in Stralsund ist es mit der Nummer 848 eingetragen.
Der Speicher wurde von August 2007 bis Juli 2010 umfassend saniert. In ihm befinden sich heute die Energieversorgung des Ozeaneum Stralsund und eine Gaststätte („Speicher 8“).